# Maximilian Vitus
Maximilian Vitus Ertl (* 13. April 1897 in Gauting; † 24. Januar 1968 in Stockdorf) war ein bayerischer Schauspieler und Autor.

## Leben
Als Maximilian Ertl wurde er 1897 in Gauting geboren. Er begann seine Karriere bei kleinen Wandertheatern, welche ihn zum Tegernseer Bauerntheater führte. Dort lernte er seine Ehefrau Kreszenz kennen. 1930 begann er mit dem Schreiben von Lustspielen. Sein Stück Das Prämienkind wurde 1932 vom Rundfunk übernommen. 1933 entstand sein Stück Die drei Eisbären. 1937 bis 1939 war er am Münchner Volkstheater. Ab 1939 wurde er durch Kraft durch Freude zur Frontbetreuung verpflichtet. Mit seiner eigenen Lustspielbühne reiste er durch das Deutsche Reich, Frankreich, Lettland und Griechenland. Im August 1944 übernahm er das Volkstheater in Bad Reichenhall, welches zum Ende des Jahres auf Anordnung der Reichstheaterkammer geschlossen wurde. Er wurde zum Kriegsdienst eingezogen und kehrte im August 1945 aus der Kriegsgefangenschaft zurück. im Juli 1946 öffnete das Volkstheater wieder. Von der Besatzungsmacht erhielt er die Leitung des Theater am Platzl übertragen. Im August 1949 ging das Reichenhaller Volkstheater an Lini Meth. Anfang der 1950er Jahre übergab er Ludwig Schmid-Wildy die Leitung des Theaters am Platzl. Danach spielte er noch am Stadttheater Ingolstadt. Er starb im Januar 1968 im Alter von 70 Jahren.

## Werk als Autor
Er schrieb rund 30 Lustspiele. Diese werden von vielen Bauerntheatern in Bayern regelmäßig aufgeführt. Viele Stücke wurden auch in Der Komödienstadel und Chiemgauer Volkstheater aufgenommen und im Fernsehen ausgestrahlt.
- Alles in Ordnung
- Am Wegweiser zum 7. Himmel
- Alles beim Teufel
- Da is der Wurm drin
- Drei Eisbären
- Falsche Katz
- Fürst Wastl
- Heiratsfieber
- Herz am Spieß
- Nix für unguat
- Prämienkind
- St. Pauli in St. Peter
- Thomas auf der Himmelsleiter[4][5]
- Schweinernes in Büchsen[6]